# بلال (مجلة)
مجلة بلال هي مجلة لبنانية شهرية، صدر العدد الأول منها في ديسمبر 2002م. شعارها مجلة لكل الأجيال، ليست هناك إشارة لاسم المؤسسة التي تصدرها ولا لاسم رئيس التحرير، لكن الرسوم للرسام نبيل قدوح، والإخراج الفني لجمال شعيب. تصدر المجلة في داخل صفحاتها مواضيع باللغات العربية والإنجليزية والفرنسية، وتكاد تكون المجلة الوحيدة من نوعها في هذا الشأن. قطع المجلة 28×21سم.
تنشر المجلة قصص الكرتون في حدود 8 صفحات من بين 50 صفحة ملونة، وأبرز شخصيات هذه القصص الكشاف بلال ثم حسونة، ويتضح من خلال مواضيع المجلة أنها تشجع الكشافة، كما أن بعض قصص الكرتون تحكي بطولات الشباب من حركة أمل. كما تهتم المجلة بالعلوم وتنشر صفحات باللغات العربية والإنجليزية والفرنسية، حيث تختلط الأعمدة بهذه اللغات. توجه المجلة إلى أعمار متباينة، تنشر المجلة مساهمات القراء، وتتنوع الاهتمامات من الرياضة إلى العلوم والعلماء، ففي العدد الثالث هناك صفحة عن العالم اللبناني رمال حسن أحد الذين برعوا في علوم الفيزياء في أوروبا، كما تنشر المجلة القصص القصيرة، لا تعتمد المجلة على الإعلانات، وعلى غلافها إشارات متعددة إلى مواد المجلة. سعر المجلة 2000 ليرة لبنانية في عام 2003م

## فريق العمل
أبرز كتاب المجلة
- على حجازي
- حساب قبيسي
- نبيل قدوح
- جبران سليمان

أبرز الرسامين
- حسين حيدر
- جمال شعيب

## الأبواب
- ركن الكشاف
- رياضة
- سلوك
- واحة المعارف
- أشغال وحرف
- قصة العدد
- مستر كومبيوتر
- علوم
- بأقلام الأصدقاء
- قصة مثل
- مقابلة: في العدد الثالث ضم هذا حواراً مع وزير التربية والتعليم
- بلال الصغير: يحتوي على تسالي للأطفال الأصغر سناً وصوراً لهم تحت عنوان أصدقاء بلال.